# Lysilinga pilifrons
Lysilinga pilifrons är en tvåvingeart som först beskrevs av Krober 1928.  Lysilinga pilifrons ingår i släktet Lysilinga och familjen stilettflugor.
Artens utbredningsområde är Costa Rica. Inga underarter finns listade i Catalogue of Life.